# Gustav Jakob-Margella
Gustav Jakob-Margella (* im 19. Jahrhundert; † im 20. Jahrhundert) war ein deutscher Verleger und Politiker (DDP).

## Leben
Jakob-Margella war Hauptschriftleiter und Verleger der „Halbmonatsschrift zur Wiedererweckung des deutschen Idealismus“ in Gera. Er war Mitglied der DDP und Parteivorsitzender der DDP in Gera. 
Nach der Novemberrevolution rückte er am 27. April 1920 als Nachrücker für William Oberländer in den Landtag Reuß jüngerer Linie nach. Als Abgeordneter wurde er Mitglied des vereinigten Landtages des Volksstaates Reuß. Am 1. Mai 1920 schlossen sich der Volksstaat Reuß und sechs weitere thüringische Kleinstaaten zum Land Thüringen zusammen. Damit wandelte sich der Reußer Landtag in eine Gebietsvertretung. Auch dieser gehörte er an. Zum 31. März 1921 schied er aufgrund der Verkleinerung der Gebietsvertretung aus.